# Mistrzostwa Świata Juniorów w Łyżwiarstwie Szybkim 2024
52. Mistrzostwa świata juniorów w łyżwiarstwie szybkim 2024 – zawody w łyżwiarstwie szybkim juniorów, które odbyły się w dniach 9–11 lutego 2024 r. w japońskim mieście Hachinohe w hali YS Arena Hachinohe. Zgodnie z programem mistrzostw zorganizowano po siedem konkurencji dla kobiet i mężczyzn. Ponadto wyłoniono także klasyfikacje ogólne w wieloboju, sumujące wszystkie indywidualne wyniki zawodniczek i zawodników na dystansach od 500 do 5000 m. 
Były to czwarte w historii mistrzostwa świata juniorów, które zostały rozegrane w Japonii oraz pierwsze w Hachinohe.

## Klasyfikacja medalowa
*   Gospodarz ( Japonia)
| Miejsce | Reprezentacja    | Złoto | Srebro | Brąz | Razem |
| ------- | ---------------- | ----- | ------ | ---- | ----- |
| 1       | Holandia         | 6     | 2      | 3    | 11    |
| 2       | Norwegia         | 5     | 2      | 2    | 9     |
| 3       | Japonia*         | 2     | 5      | 6    | 13    |
| 4       | Korea Południowa | 2     | 1      | 0    | 3     |
| 5       | Kanada           | 1     | 2      | 1    | 4     |
| 6       | Niemcy           | 0     | 2      | 1    | 3     |
| 7       | Kazachstan       | 0     | 1      | 1    | 2     |
| 8       | Czechy           | 0     | 1      | 0    | 1     |
| 9       | Polska           | 0     | 0      | 2    | 2     |
| Razem   | Razem            | 16    | 16     | 16   | 48    |

## Medaliści i medalistki
| Konkurencja      | Złoto                                                                      | Srebro                                                                | Brąz                                                               |
| Kobiety          |                                                                            |                                                                       |                                                                    |
| 500 metrów       | Angel Daleman                                                              | Jung Hui-dan                                                          | Hana Noake                                                         |
| 1000 metrów      | Angel Daleman                                                              | Emika Miyagawa                                                        | Meike Veen                                                         |
| 1500 metrów      | Angel Daleman                                                              | Emika Miyagawa                                                        | Meike Veen                                                         |
| 3000 metrów      | Aurora Grinden Løvås                                                       | Hana Noake                                                            | Akane Iida                                                         |
| Wielobój         | Angel Daleman                                                              | Aurora Grinden Løvås                                                  | Meike Veen                                                         |
| Bieg masowy      | Angel Daleman                                                              | Patricia Koot                                                         | Hana Noake                                                         |
| Sprint drużynowy | Holandia · Angel Daleman · Jillian Knook · Meike Veen                      | Kazachstan · Darja Gawriłowa · Alina Szumiekowa · Kristina Szumiekowa | Kanada · Julia Snelgrove · Camille Tremblay · Skylar Van Horne     |
| Bieg drużynowy   | Japonia · Yukina Hatakeyama · Emika Miyagawa · Hana Noake                  | Holandia · Angel Daleman · Patricia Koot · Meike Veen                 | Kazachstan · Marija Degen · Alina Szumiekowa · Kristina Szumiekowa |
| Mężczyźni        |                                                                            |                                                                       |                                                                    |
| 500 metrów       | Koo Kyung-min                                                              | Yuta Hirose                                                           | Issa Gunji                                                         |
| 1000 metrów      | Koo Kyung-min                                                              | Issa Gunji                                                            | Finn Sonnekalb                                                     |
| 1500 metrów      | Didrik Eng Strand                                                          | Finn Sonnekalb                                                        | Szymon Wojtakowski                                                 |
| 5000 metrów      | Sigurd Henriksen                                                           | Metoděj Jílek                                                         | Didrik Eng Strand                                                  |
| Wielobój         | Didrik Eng Strand                                                          | Finn Sonnekalb                                                        | Finn Elias Haneberg                                                |
| Bieg masowy      | Yuta Fuchigami                                                             | Daniel Hall                                                           | Taiki Shingai                                                      |
| Sprint drużynowy | Norwegia · Finn Elias Haneberg · Miika Johan Klevstuen · Didrik Eng Strand | Kanada · Jalen Doan · Max Poulin · Luca Veeman                        | Polska · Kacper Abratkiewicz · Mateusz Śliwka · Szymon Wojtakowski |
| Bieg drużynowy   | Kanada · Daniel Hall · Max Poulin · Luca Veeman                            | Norwegia · Finn Elias Haneberg · Sigurd Henriksen · Didrik Eng Strand | Japonia · Yuta Fuchigami · Takumi Murashita · Taiki Shingai        |